# All Must Die
 (novembre 2019).
Pour plus de détails, voir Fiche technique et Distribution.
All Must Die  est un film d'horreur norvégien écrit et réalisé par Geir Greni, sorti en 2019.

## Synopsis
Le film se déroule dans les bois norvégiens, où un groupe d'amies organise un enterrement de vie de jeune fille, mais les événements deviennent rapidement incontrôlables.

## Fiche technique
Sauf indication contraire, les informations mentionnées dans cette section peuvent être confirmées par la base de données cinématographiques IMDb,  présente dans la section « Liens externes ».
- Titre original : Utdrikningslaget
- Titre international : All Must Die
- Réalisation :  Geir Greni
- Scénario :
- Décors :
- Costumes :
- Photographie :
- Montage :
- Musique :
- Production :
- Société de production : Snurr Film AS[2]
- Société de distribution :  Snurr Film AS
- Pays d'origine :  Norvège
- Langue originale : norvégien
- Genre : horreur
- Durée : 82 minutes
- Date de sortie :
  - États-Unis : 1er novembre 2019[3]

## Distribution
- Linni Meister : Elise
- Veslemøy Mørkrid : Ida
- Julia Schacht[4] : Camilla
- Aleksander Sylvan : Lars
- Marte Sæteren : Stine